# 安中天鹅属
安中天鹅（属名：Annakacygna）或译安中鹄、安宅鹄（該譯名借用日本安宅船之典），是种生存于中新世日本的不飞行海生天鹅，于2022年被命名。安中天鹅有着不同于任何现存天鹅的特征，包括滤食性生活方式、高度灵活的尾巴和翅膀，后者可能像现代疣鼻天鹅一样形成搭载雏鸟的摇篮。所有这些特征结合，使研究人员将其称为“终极鸟”。安中天鹅有两个已知种，模式种一氏安中天鹅（A. hajimei）体型约与黑天鹅等同，另一个物种吉井安中天鹅（A. yoshiiensis）的体型和体重都超过最大现存天鹅——疣鼻天鹅。